# 田中昌人
田中 昌人（たなか まさと、1932年1月22日 - 2005年11月18日）は、日本の障害児教育学者・発達心理学者・教育者。

## 経歴
東京生まれ。京都大学教育学部卒。精神薄弱児施設滋賀県立近江学園に勤務、精神遅滞児について研究。1958年大津市の集団検診に参加、1963年創設された重症心身障害児施設びわこ学園で療育記録映画「夜明け前の子どもたち」を製作。1967年に結成された全国障害者問題研究会の初代全国委員長。1970年京都大学教育学部助教授、1979年教授。1996年定年退官、名誉教授、龍谷大学教授。2002年退職。2010年大学評価学会田中昌人記念学会賞が設定された。1985年人間発達研究所設立，初代所長。妻の田中杉恵（1930-2006）も障害児教育に携わった。

## 出版物

### 著書
- 『「精神薄弱」といわれている人たちの就業について 特殊学級卒業者の就業事情別冊』京都府労働経済研究所 1970
- 『講座発達保障への道』全3冊　全国障害者問題研究会出版部 全障研新書 1974
- 『人間発達の科学』青木書店 青木教育叢書 1980
- 『乳児の発達診断入門』大月書店 1985
- 『人間発達の理論』青木書店 青木教育叢書 1987
- 『田中昌人先生講演記録』全4巻 京都教職員組合養護教員部編 かもがわ出版・クリエイツかもがわ みんなですすめる健康教育 1988-2002
- 『発達研究への志』あいゆうぴい 1996
- 『1歳児の発達診断入門』大月書店 1999
- 『障害のある人びとと創る人間教育』大月書店 2003
- 『日本の高学費をどうするか』新日本出版社 2005

### 共編著
- 『森永ヒ素ミルク中毒事件 京都からの報告』北条博厚,山下節義共編 ミネルヴァ書房 1973
- 『児童問題講座 第7巻 障害児問題』編 ミネルヴァ書房 1975
- 『私たちの障害児教育 小学校障害児学級からの報告』編 ミネルヴァ書房 障害児問題叢書 1975
- 『子どもの発達と診断』全5巻　田中杉恵共著 有田知行写真 大月書店 1981-88
- 『発達保障の探究』清水寛共編 全国障害者問題研究会出版部 1987
- 『あの頃の大学生たち 戦後激動の「改革期」を生きる』京都大学教育学部第二期生有志著 稲葉宏雄,大西匡哉,鴨井慶雄,古寺雅男,西頭三雄児,中内敏夫共編 クリエイツかもがわ 2005
- 『あの頃の若き旅立ち 教育・研究・生活』京都大学教育学部第二期生有志著 稲葉宏雄, 大西匡哉, 鴨井慶雄, 古寺雅男,中内敏夫共編 クリエイツかもがわ 2006

### 記念文集
- 『土割の刻 田中昌人の研究を引き継ぐ』田中昌人先生を偲ぶ教え子のつどい実行委員会編 クリエイツかもがわ 2007
- 『要求で育ちあう子ら 近江学園の実践記録 発達保障の芽生え』監修 「要求で育ちあう子ら」編集委員会編 大月書店 2007

## 論文
- Cinii